# Jerry Calà
Calogero Alessandro Augusto Calà, detto Jerry (Catania, 28 giugno 1951), è un attore, comico, cabarettista, cantante, sceneggiatore e regista italiano.
Componente del gruppo cabarettistico I Gatti di Vicolo Miracoli agli albori della sua carriera, ha raggiunto la popolarità negli anni '80 interpretando commedie di successo e divenendo uno dei volti più noti della commedia italiana dell'epoca.
Ha interpretato anche ruoli drammatici in film di Gian Luigi Polidoro (Sottozero), Pupi Avati (l'episodio d'apertura di Sposi) e Marco Ferreri, vincendo sotto la regia di quest'ultimo il Premio del Gotha della Critica italiana come miglior attore al Festival internazionale del cinema di Berlino nel 1993, per la sua interpretazione in Diario di un vizio.

## Biografia

### L'infanzia e i primi anni
(Jerry Calà)
Nasce a Catania da Salvatore Calà e Maria Rosa Fichera, detta Rosetta; il bisnonno paterno, Calogero Calà, originario di San Cataldo, emigrò nella città etnea negli anni venti. All'età di 2 anni, a causa del lavoro del padre ferroviere, si trasferisce con la famiglia dapprima a Milano, dove frequenta le scuole elementari e in seguito definitivamente a Verona, dove ultima le scuole medie e consegue il diploma presso l'Istituto superiore paritario Aleardo Aleardi, dopo avere frequentato nei precedenti 4 anni il liceo classico Scipione Maffei.
Dopo la maturità si iscrive a Lettere antiche all'Università di Bologna, che abbandona poco tempo dopo. È a Milano che Calogero assume il soprannome di Jerry, datogli scherzosamente da alcuni compagni di scuola divertiti dalle sue imitazioni di Jerry Lewis. In un'intervista sul Corriere della Sera dichiara: «Non ero il cruccio dei professori, ma diciamo che sin da allora cercavo di fare ridere i miei compagni. Per una risata prendevo anche un brutto voto, era il mio obiettivo principale per cui sacrificavo anche il rendimento» Negli anni veronesi entra a fare parte della formazione beat adolescenziale Pick-up, che però presto abbandona per entrare nel maggiormente consolidato gruppo beat Le Ombre. Frequentando il Maffei entra inizialmente nel gruppo teatrale e canoro Studio 24, da cui usciranno nel 1971 I Gatti di Vicolo Miracoli. Calà esce dagli Studio 24 per terminare gli studi superiori e conseguire il diploma.

### Gli esordi con I Gatti di Vicolo Miracoli
Tornato a Verona Jerry Calà viene coinvolto da Umberto Smaila nella formazione di un nuovo gruppo teatrale e musicale composto dai reduci rimasti dello Studio 24, che comprende anche Nini Salerno, Gianandrea Gazzola, Spray Mallaby e Franco Oppini. Quest'ultimo tuttavia ne fuoriesce subito per rientrare nel 1974, sostituendo Gazzola e Mallaby.
Agli inizi del 1971 il gruppo prende così il nome de I Gatti di Vicolo Miracoli, trasferendosi prima a Roma e poi a Milano dove, scoperto da Cino Tortorella, viene lanciato dal Derby. I "Gatti" approdano in seguito alla televisione, raggiungendo il successo nel 1977 con la partecipazione al programma Non stop, diretto da Enzo Trapani.
I Gatti di Vicolo Miracoli incidono tre album e numerosi singoli, tra cui Prova, Capito?! e Ciao, ispirati ai tormentoni lanciati da Calà in televisione. Nel 1980 i "Gatti" debuttano al cinema nella pellicola di Carlo Vanzina Arrivano i gatti, cui fa seguito l'anno successivo Una vacanza bestiale. Ambedue i film si rivelano successi e la Dean Film, assieme ai fratelli Carlo ed Enrico Vanzina, offre un contratto a Jerry Calà per ulteriori tre film da solista.

### La carriera come attore
(Jerry Calà)

Jerry Calà nel 1985 insieme a Ezio Greggio, Massimo Boldi e Christian De Sica sul set di Yuppies - I giovani di successo (1986) di Carlo Vanzina

A seguito del grande successo ottenuto dal film di Carlo Vanzina I fichissimi (1981), di cui è protagonista assieme a Diego Abatantuono, Calà lascia I Gatti di Vicolo Miracoli convinto dall'amico e collega Bud Spencer sul set di Bomber (1982) di Michele Lupo, lanciando così la propria carriera cinematografica solista con il contributo di Claudio Bonivento, il suo agente dell'epoca. Da allora interpreta numerosi film comici di successo, a partire da Vado a vivere da solo, il suo primo film da protagonista assoluto, diretto nello stesso anno da un esordiente Marco Risi e per il quale compone anche l'omonimo 45 giri.
Nel 1983 interpreta il personaggio muto Parola nel film Al bar dello sport, tra i suoi maggiori successi, di cui è coprotagonista assieme a Lino Banfi per la regia di Francesco Massaro. Inizialmente rifiutò più volte di interpretare la parte, dandosi per malato in modo da saltare le prove e posticipare l’inizio delle riprese, perché riteneva che il pubblico non avrebbe gradito un film dove non poteva pronunciare nessuno dei suoi tormentoni, specie nel suo periodo di massima popolarità. Convinto poi dall’amico Lino Banfi e dai produttori, Calà si preparò al ruolo seguendo il metodo Strasberg, frequentando per un mese un gruppo di sordomuti studiandone i movimenti e il comportamento. L’interpretazione di Calà verrà sorprendentemente apprezzata da alcuni degli stessi critici che ne avevano pesantemente stroncato tutti i film precedenti, paragonata da alcuni nel suo piccolo alle prove attoriali dei volti del cinema muto come Buster Keaton.

Jerry Calà in Al bar dello sport (1983) di Francesco Massaro

Seguono poi nello stesso anno altre due pellicole di Vanzina, Sapore di mare e Vacanze di Natale, che - forti di un grande successo al botteghino - ne consacrano definitivamente la carriera di attore. Nel primo film interpreta Luca, un ricco e viziato "figlio di papà" alle prese con le vacanze estive a Forte dei Marmi; nel secondo Billo, cantante e pianista donnaiolo che lavora presso il piano bar del Vip Club di Cortina d'Ampezzo, entrambi tra i suoi personaggi più celebri.
Il fortunato sodalizio cinematografico con Vanzina prosegue così grazie all'uscita di Vacanze in America (1984), che si rivela anch'esso un successo economico, pur non riuscendo a eguagliare l'incasso dei due titoli dell'anno precedente a causa dello scontro al botteghino con Non ci resta che piangere dell'accoppiata Benigni-Troisi, e Yuppies - I giovani di successo (1986), dove interpreta Giacomo, caricatura dell'imprenditore meneghino della Milano da bere. Nello stesso anno - stavolta diretto da Enrico Oldoini - esce anche il seguito Yuppies 2, che diventa il suo maggior successo commerciale con un introito di quattordici miliardi di lire.
Lancia inoltre nuovi tormentoni divenuti molto popolari in altri celebri film da lui interpretati durante gli anni ottanta, tra i quali: Domani mi sposo (1984) ancora di Francesco Massaro; Un ragazzo e una ragazza (1984) e Colpo di fulmine (1985), nuovamente diretti da Marco Risi; Il ragazzo del Pony Express (1986) di Franco Amurri, per il quale incide assieme a Umberto Smaila il singolo Pony Express Time; Rimini Rimini (1987) di Sergio Corbucci; Delitti e profumi (1988) di Vittorio De Sisti (per il quale sempre l'anno precedente era già stato protagonista della serie televisiva in 6 episodi Professione vacanze); Fratelli d'Italia (1989) di Neri Parenti.

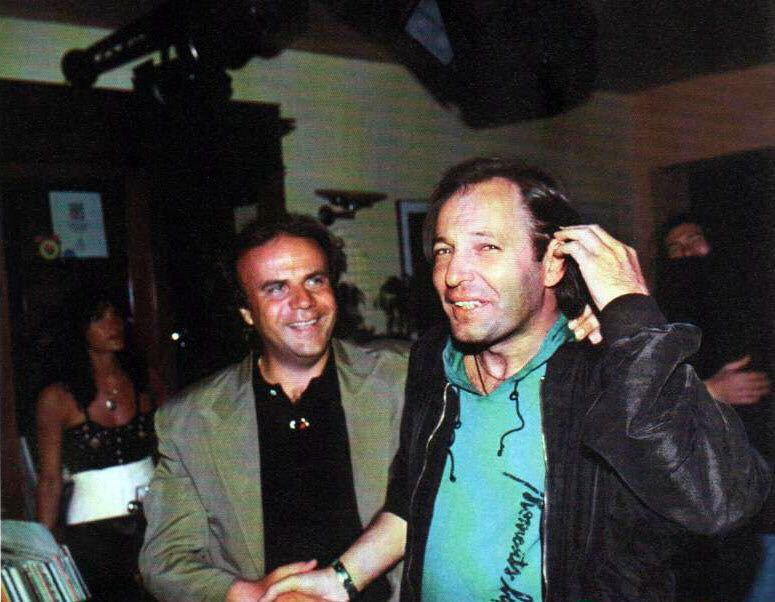
Jerry Calà e Vasco Rossi nel 1991 durante le riprese di Abbronzatissimi di Bruno Gaburro

Successivamente rifiuta il contratto a lui offerto da Aurelio De Laurentiis, produttore di alcuni dei suoi film di maggior successo, a causa di divergenze creative ed economiche, allontanandosi quindi artisticamente dai suoi amici e colleghi Massimo Boldi e Christian De Sica, che resteranno così gli unici protagonisti dei "cinepanettoni". Si rilancia quindi al cinema con il film Abbronzatissimi (1991), diretto da Bruno Gaburro, anch'esso tra i suoi più rilevanti esiti e che si rivela un successo economico con 4 miliardi di lire d'introito.

### La svolta drammatica
giorno potrai raccontare a
tuo figlio di aver fatto un film
così” - poi si toglie il cappello e mi stringe la mano - Piacere, Wim Wenders". Quando mio figlio avrà l'età per sapere chi è Wim Wenders glielo racconterò.»
(Jerry Calà)
Sempre nel 1993 si affaccia al cinema d'autore con il grottesco Diario di un vizio diretto da Marco Ferreri, in un per lui inedito ruolo drammatico. Nel film interpreta infatti Benito Balducci, uomo romano disturbato mentalmente a cui rimangono sempre meno mesi di vita a causa del suo pessimo stile esistenziale, interpretazione che gli vale il premio del gotha della critica italiana come miglior attore al Festival internazionale del cinema di Berlino.
Riguardo a questo film dirà:
Nonostante il plauso al Festival di Berlino, quando Diario di un vizio esce in sala non si rivela un successo economico e registra un incasso nettamente inferiore alla media delle commedie che era solito interpretare Calà. Questo gli rende difficile il salto nel cinema d'autore e lo fa cadere in un periodo di depressione: infatti nonostante i favori dei critici nei confronti della sua interpretazione e, in generale, del film che è divenuto materia di studio negli indirizzi cinematografici delle università, i registi drammatici continuano a snobbarlo ritenendolo troppo legato al cinema comico.
L'unica proposta che arriva è quella di Cecchi Gori per girare Abbronzatissimi 2 - Un anno dopo, sempre sotto la regia di Gaburro: Calà si dice inizialmente scettico e chiede così un consiglio proprio a Marco Ferreri, il quale gli risponde di non montarsi la testa e di interpretare assolutamente il sequel di Abbronzatissimi perché, a detta sua, l'attore è come una prostituta e deve accettare ogni ruolo indipendentemente dal genere.

### Il debutto alla regia e il grave incidente
(Jerry Calà)
Nel 1994, dopo avere abbandonato la regia di un film intitolato Il Longobardo, per via di divergenze creative con la Rai, rifiuta inizialmente quella di Chicken Park, parodia demenziale dello spielberghiano Jurassic Park, per poi invece cedere alle insistenti proposte del produttore Galliano Juso e finendo così con il dirigere per la prima volta sé stesso. La pellicola, presentata alla quattordicesima edizione del Fantafestival di Roma, diventa un vero e proprio culto e viene direttamente trasmessa in prima serata su Italia 1 nel 1995 registrando un auditel di 4 milioni di telespettatori.
Il 7 febbraio 1994, durante la fase del montaggio di Chicken Park, rimane vittima di un grave incidente stradale sul lungàdige veronese, dove rischia di morire a causa della rottura dell'arteria femorale. Viene tuttavia operato in tempo al locale ospedale di Borgo Trento. Torna a camminare nel 1995 dopo avere passato sei mesi spostandosi con l'ausilio di una sedia a rotelle, periodo durante il quale rilascia anche alcune dichiarazioni sulle difficoltà di accesso a diversi servizi da parte dei disabili nella città di Roma.

### La ripresa nella seconda metà degli anni novanta
Nel 1995 esce il secondo film di cui cura anche la regia, Ragazzi della notte, ambientato nelle discoteche sul Lago di Garda e con il quale si riallaccia al genere drammatico. L'opera viene distribuita nelle sale da Medusa Film in sole 40 copie, ciò nonostante ottiene un inaspettato successo incassando quasi un miliardo di lire a fronte di un budget di pochi milioni. Due anni dopo torna dietro la macchina da presa con il film Gli inaffidabili, interpretato assieme ai ritrovati Gatti di Vicolo Miracoli. La pellicola non riesce a replicare il successo del precedente Ragazzi della notte, incassando appena 163 milioni di lire al botteghino.
Successivamente si allontana dal mondo del cinema, lanciandosi come cantante e showman in una serie di spettacoli che, attraverso le colonne sonore dei suoi film più celebri, ripercorrono la sua carriera mischiando musica e cabaret. Il nuovo mestiere si rivela, a detta sua, molto gratificante e lo spettacolo approda anche in teatro, oltre che nelle varie piazze e locali d'Italia, tanto da spingerlo a pubblicare gli album E mi ritorni in mente (2001) e Gran Calà - Anni '60 (2004), entrambi composti da brani musicali presenti appunto negli omonimi spettacoli teatrali. Ancora per il palcoscenico, nel 2002 interpreta la versione teatrale del celebre film Amici miei assieme a Franco Oppini e Nini Salerno, sotto la regia dello stesso Mario Monicelli.
Nel 1998 è stato direttore artistico della stagione turistica nel comune di Cefalù in Sicilia, incaricato dal sindaco Simona Vicari. Sempre alla fine degli anni '90, riprende a recitare per il piccolo schermo con i film per la televisione Non chiamatemi papà (1997), di Nini Salerno, e Amici di ghiaccio - Death Run (1999), di Curt M. Faudon, oltre alla fiction in quattro episodi Anni '60, diretta da Carlo Vanzina e trasmessa in prima visione su Canale 5 dal 3 al 24 ottobre dello stesso anno.

### Il ritorno sul grande schermo e le successive attività
(Jerry Calà nel film Vita Smeralda)
Nel 2006, dopo ben nove anni di assenza, torna al cinema come regista e interprete del film Vita Smeralda, in cui si riallaccia idealmente a uno dei suoi più grandi successi da attore, Sapore di mare, volendo mostrare il grosso cambiamento delle generazioni e degli adolescenti nel corso degli anni: accompagnata dall'omonimo singolo, che si diffonde in rete e in radio, la pellicola esce il 14 luglio distribuita dalla Medusa Film. Nello stesso anno la Hobby & Work Publishing dà alle stampe la collana Jerry Calà Movies Collection, che ripropone mensilmente in home video i suoi maggiori successi assieme a un magazine contenente informazioni e curiosità sui film e sulla sua carriera.
Oltre a debuttare nel doppiaggio, prestando la voce allo specchio magico nella versione italiana del film d'animazione USA Biancaneve e gli 007 nani (2009), continua ad autodirigersi in Torno a vivere da solo (2008), ideale sequel di Vado a vivere da solo presentato in concorso al Monte-Carlo Film Festival de la Comédie e uscito nelle sale durante il periodo natalizio, incassando 1 milione di euro. Del televisivo Pipì Room (2011), ambientato nel mondo delle discoteche milanesi richiamando al suo Ragazzi della notte, egli è invece soltanto regista.

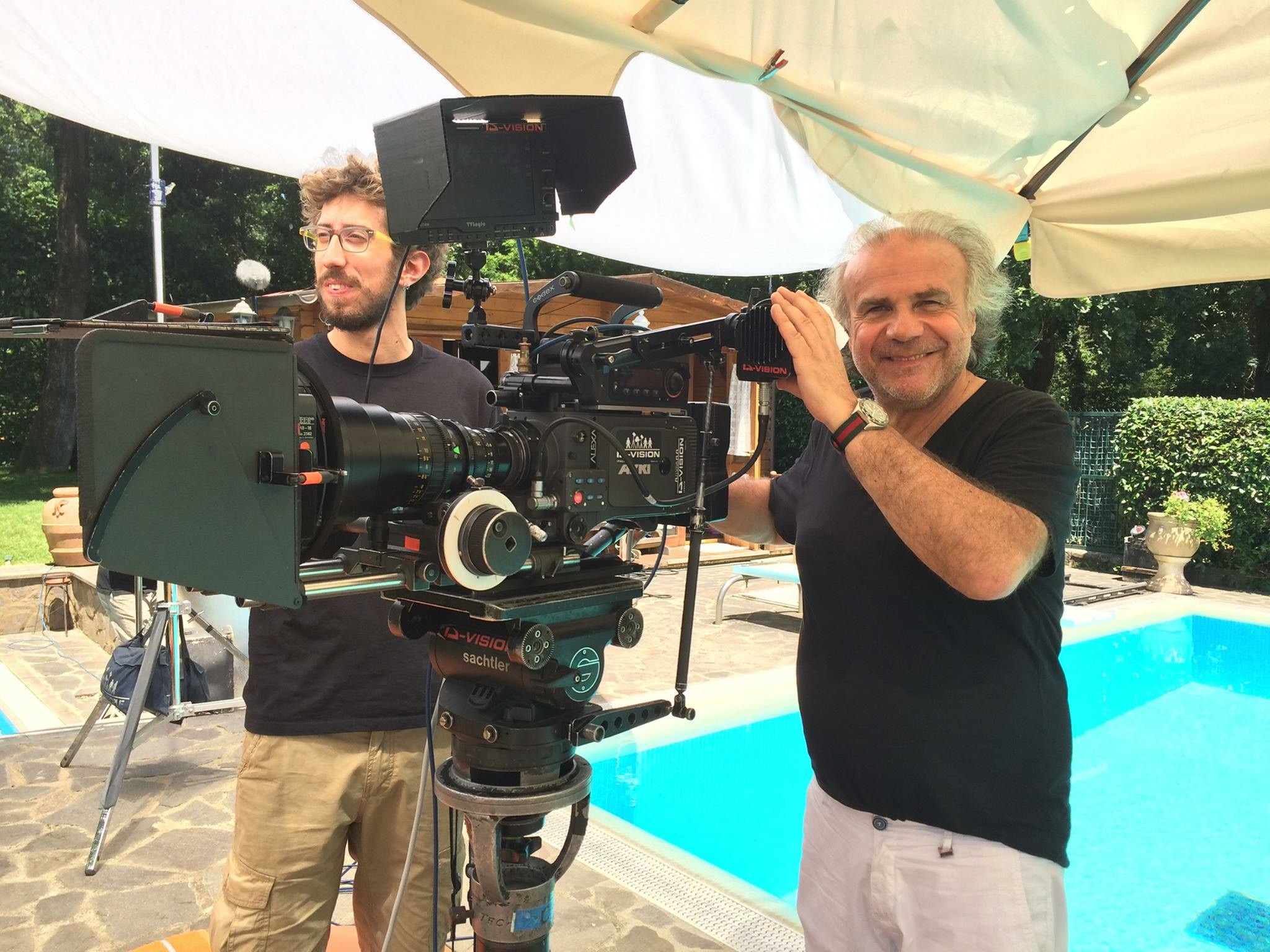
Jerry Calà nel 2017 sul set del suo film Odissea nell'ospizio

Il 28 giugno dello stesso anno, in occasione del suo sessantesimo compleanno, celebra i quarant'anni di carriera esibendosi al Teatro romano di Verona con il suo show Non sono bello...piaccio!, che poco dopo viene distribuito in Home Video appunto con il titolo Non sono bello, piaccio! - 40 anni di carriera. Nella stessa estate apre il locale Vita Smeralda a Poltu Quatu, nella Costa Smeralda della Sardegna, dove si esibisce fino a quando nel 2013 il locale chiude, per riaprire quattro anni dopo a Porto Rotondo.
Nel 2012 è di nuovo al cinema - stavolta solamente come interprete - con i film Operazione vacanze di Claudio Fragasso ed E io non pago - L'Italia dei furbetti di Alessandro Capone, per i quali pubblica gli omonimi singoli.
Attraverso una collaborazione con J-Ax tramite il programma Sorci verdi, il 23 novembre 2015 pubblica online il singolo rap Ocio, con il quale supera le 4 milioni e mezzo di visualizzazioni su Facebook.
Il 19 aprile 2016 esce nelle librerie italiane la sua autobiografia Una vita da libidine pubblicata da Sperling & Kupfer, scritta in collaborazione con Tommaso Labranca e che ispirerà il titolo dell'omonimo show teatrale partito l'anno successivo. Il 13 giugno dello stesso anno è ospite al Taormina Film Fest, dove riceve il Premio Cariddi e annuncia ufficialmente l'inizio delle riprese del film Odissea nell'ospizio, nel quale ritorna a dirigersi assieme agli altri Gatti di Vicolo Miracoli: sarà messo a disposizione su Chili il 2 ottobre di 3 anni dopo. Il 19 dicembre viene pubblicato online il videoclip del singolo Ultimo de Il Pagante, di cui Calà è protagonista: il video raggiunge le 8,1 milioni di visualizzazioni su YouTube.
L'11 luglio 2018 viene pubblicato online il videoclip del suo singolo Un'altra estate che va (uscito cinque giorni prima), per il quale torna ancora una volta ad autodirigersi.
Il 2 maggio 2020 partecipa a un video di YouTube del duo comico del web iPantellas intitolato Come rimorchiare in videochiamata, nel ruolo dello zio Gino, e il 29 giugno pubblica il singolo Un metro indietro.
Il 20 luglio 2021 celebra i propri 70 anni e i 50 di carriera con un concerto all’Arena di Verona, nella città dove appunto nel 1971 si formarono I Gatti di Vicolo Miracoli ed ebbe inizio la sua attività musicale e cabarettistica. Lo show registra il tutto esaurito riempendo l’anfiteatro per quanto concesso dalle norme di sicurezza contro la Pandemia di COVID-19 in Italia. Durante la serata, in radiovisione su Rtl 102.5, Calà è accompagnato dalla sua band e un’orchestra di settanta elementi diretta dal Maestro Diego Basso e duetta con numerosi artisti nonché amici quali Fausto Leali, Massimo Boldi, Ezio Greggio, J-Ax, Sabrina Salerno, Gigliola Cinquetti, Maurizio Vandelli, Shel Shapiro, Fabio Testi, Katia Ricciarelli e Ivana Spagna, prima di riunirsi con i Gatti per omaggiare Roberto Puliero e Renato dei Kings, compianti volti storici del teatro e della musica veronese. Per l'occasione il pasticcere Davide Selogna realizza una torta decorativa in pasta di zucchero raffigurante l'Arena di Verona, sormontata dalla sagoma stilizzata di Jerry Calà. Il 9 settembre torna a esibirsi sul palco dell’Arena per ricevere il Premio Diva Arena di Verona in occasione dei SEAT Music Awards. Lo stesso anno pubblica con il fidato co-sceneggiatore Gino Capone il romanzo La lavadora ed è autore della prefazione del libro di Matteo Renzoni Ho fatto trentuno, la biografia ufficiale del suo amico Sergio Pellissier.
Nel gennaio del 2023 è protagonista del trailer del nuovo album di Guè Pequeno intitolato Madreperla.
Nella notte tra il 17 e il 18 marzo dello stesso anno viene colpito da un infarto mentre si trova a Napoli per le riprese del film Chi ha rapito Jerry Calà?, titolo confermato in seguito dallo stesso regista in un’intervista a Domenica in. Viene trasportato in tempo alla clinica Mediterranea vicino al set, venendo poi dimesso il giorno dopo. Lo stesso anno è autore, insieme a Clementino, del brano S’anno arrobbate a Jerry Calà.
Il 14 giugno 2024 è tra i 105 comici da tutto il mondo convocati dalla Santa Sede per lanciare un appello contro ogni guerra nel corso di un’udienza con Papa Francesco.
Nell’estate del 2025 è il testimonial del lancio della campagna abbonamenti del Genoa.

## Vita privata
Nel 1984 sposa la conduttrice televisiva Mara Venier, dalla quale si separa tre anni dopo. Si risposa il 5 settembre 2002 con l'imprenditrice veronese Bettina Castioni, dalla quale il 16 gennaio 2003 ha il figlio Johnny, apparso sotto la regia del padre in alcuni film e nel videoclip della canzone Un'altra estate che va.
Tifoso e socio azionario del Chievo, si professa cattolico.

## Filmografia

### Attore

#### Cinema
- Arrivano i gatti, regia di Carlo Vanzina (1980)
- Una vacanza bestiale, regia di Carlo Vanzina (1981)
- I fichissimi, regia di Carlo Vanzina (1981)
- Bomber, regia di Michele Lupo (1982)
- Vado a vivere da solo, regia di Marco Risi (1982)
- Sapore di mare, regia di Carlo Vanzina (1983)
- Al bar dello sport, regia di Francesco Massaro (1983)
- Vacanze di Natale, regia di Carlo Vanzina (1983)
- Un ragazzo e una ragazza, regia di Marco Risi (1984)
- Vacanze in America, regia di Carlo Vanzina (1984)
- Domani mi sposo, regia di Francesco Massaro (1984)
- Colpo di fulmine, regia di Marco Risi (1985)
- Yuppies - I giovani di successo, regia di Carlo Vanzina (1986)
- Il ragazzo del Pony Express, regia di Franco Amurri (1986)
- Yuppies 2, regia di Enrico Oldoini (1986)
- Rimini Rimini, regia di Sergio Corbucci (1987)
- Sottozero, regia di Gian Luigi Polidoro (1987)
- Sposi, regia di Pupi Avati (1988)
- Delitti e profumi, regia di Vittorio De Sisti (1988)
- Fratelli d'Italia, regia di Neri Parenti (1989)
- Occhio alla perestrojka, regia di Castellano e Pipolo (1990)
- Abbronzatissimi, regia di Bruno Gaburro (1991)
- Saint Tropez - Saint Tropez, regia di Castellano e Pipolo (1992)
- Diario di un vizio, regia di Marco Ferreri (1993)
- Abbronzatissimi 2 - Un anno dopo, regia di Bruno Gaburro (1993)
- Chicken Park, regia di Jerry Calà (1994)
- Ragazzi della notte, regia di Jerry Calà (1995)
- Gli inaffidabili, regia di Jerry Calà (1997)
- Vita Smeralda, regia di Jerry Calà (2006)
- Torno a vivere da solo, regia di Jerry Calà (2008)
- Operazione vacanze, regia di Claudio Fragasso (2012)
- E io non pago - L'Italia dei furbetti, regia di Alessandro Capone (2012)
- Odissea nell'ospizio, regia di Jerry Calà (2019)
- Chi ha rapito Jerry Calà?, regia di Jerry Calà (2023)
- Al bar del cult, regia di Mirko Zullo – docufilm (2025)

#### Televisione
- Yesterday - Vacanze al mare, regia di Claudio Risi – miniserie TV (1985)
- Professione vacanze – serie TV (1987)
- Non chiamatemi papà, regia di Nini Salerno – film TV (1997)
- Amici di ghiaccio - Death Run (Mörderische Abfahrt - Skitour in den Tod), regia di Curt M. Faudon – film TV (1999)
- Anni '60, regia di Carlo Vanzina – miniserie TV (1999)

### Regista

#### Cinema
- Chicken Park (1994)
- Ragazzi della notte (1995)
- Gli inaffidabili (1997)
- Vita Smeralda (2006)
- Torno a vivere da solo (2008)
- Odissea nell'ospizio (2019)
- Chi ha rapito Jerry Calà? (2023)

#### Televisione
- Jerry Calà - Il ragazzo semplice di una volta – cortometraggio, anche sceneggiatore (1982)
- Pipì Room – film TV, anche soggettista, sceneggiatore e produttore (2011)

### Soggettista e sceneggiatore
- Vado a vivere da solo, regia di Marco Risi (1982)
- Il ragazzo del Pony Express, regia di Franco Amurri (1986)
- Occhio alla perestrojka, regia di Castellano e Pipolo (1990)
- Ragazzi della notte, regia di Jerry Calà (1995)
- Gli inaffidabili, regia di Jerry Calà (1997)
- Vita Smeralda, regia di Jerry Calà (2006)
- Torno a vivere da solo, regia di Jerry Calà (2008)
- Operazione vacanze, regia di Claudio Fragasso (2012)
- E io non pago - L'Italia dei furbetti, regia di Alessandro Capone (2012)
- Odissea nell'ospizio, regia di Jerry Calà (2019)
- Chi ha rapito Jerry Calà?, regia di Jerry Calà (2023)

### Doppiatore
- Biancaneve e gli 007 nani, regia di Steven E. Gordon e Boyd Kirkland (2009)

## Teatro
- Anni '60 - Quasi '70 (1999-2000)
- E mi ritorni in mente (2001-2002)
- Amici Miei, regia di Mario Monicelli (2002)
- Gran Calà One Man Show (2003-2005)
- Vita Smeralda Tour (2006-2010)
- Non sono bello...piaccio! Da Verona beat a Milano rap (2011-2016)
- Una vita da libidine Tour (2017-2018)
- Non sono bello... piaccio! Restyling (2018)
- Buon compleanno, Jerry!. Arena di Verona (2021)

## Televisione

### Con I Gatti di Vicolo Miracoli
- Il buono e il cattivo, regia di Beppe Recchia – programma TV (1972)
- Il Dirodorlando, regia di Cino Tortorella – programma TV (1975)
- Non stop, regia di Enzo Trapani – programma TV (1977)
- Fritto Misto (1978)

### Solista
- Jerry Calà - Il ragazzo semplice di una volta – film TV (1982)
- Festival di Sanremo – competizione musicale (1987) Ospite della serata finale
- Serata d'onore – programma TV (1991)
- Starflash – programma TV (2005)
- Soliti ignoti – programma TV (2021) Concorrente

### Pubblicità
- Wampum Jeans (1985-1986)
- Sega Games (1990-1996)
- Canta Tu (1992)
- TheFork (2017)
- Voce di Sonic negli spot televisivi italiani (1991-1992)

## Discografia

### Discografia solista

#### Album
- 1991 – Serata d'onore
- 2001 – E mi ritorni in mente
- 2004 – Gran Calà - Anni '60
- 2006 – Vita smeralda live tour 2006
- 2009 – Club Maracaibo Vs Jerry Calà
- 2012 – Operazione vacanze
- 2022 – Professione Entertainer

#### Raccolte
- 1991 – Señorita split con I Gatti di Vicolo Miracoli
- 2021 – Buon compleanno, Jerry!

#### Singoli
- 1981 – I fichissimi
- 1982 – Vado a vivere da solo
- 1983 – Maracaibo
- 1983 – Al pianobar di Susy
- 1984 – Domani mi sposo
- 1986 – Pony Express Time (con Umberto Smaila)
- 1991 – Señorita
- 1997 – Se tu non fossi un angelo
- 2004 – Maracaibo
- 2006 – Vita smeralda
- 2008 – Living alone again (con Umberto Smaila)
- 2009 – Ma non ce n'è più
- 2012 – Operazione vacanze
- 2012 – E io non pago
- 2015 – Ocio (con J-Ax)
- 2018 – Un'altra estate che va
- 2019 – Odissea nell'ospizio (con I Gatti di Vicolo Miracoli)
- 2020 – Un metro indietro
- 2023 – S’ann arrubbate a Jerry Calà (con Clementino)

### Discografia con I Gatti di Vicolo Miracoli
Album
- 1972 – I Gatti di Vicolo Miracoli
- 1975 – In caduta libera
- 1979 – I Gatti di Vicolo Miracoli

Raccolte
- 1991 – Señorita split con Jerry Calà
- 2008 – Le più belle canzoni
- 2016 – Playlist

Singoli
- 1971 – L'ultimo fiore
- 1971 – Michelino
- 1977 – Una città
- 1977 – Prova
- 1978 – Capito?!
- 1979 – Discogatto
- 1980 – Ciao
- 1980 – No-No-No-No-No
- 2019 – Odissea nell'ospizio (come Jerry Calà feat. I Gatti di Vicolo Miracoli)

## Libri
- Una vita da libidine, Segrate, Sperling & Kupfer, 2016, ISBN 978-88-200-9470-6.
- Sandro Paté, See You Later. Guido Nicheli, una vita di un cumenda, prefazione di Jerry Calà e nota critica di Gianni Canova, Vimercate, Sagoma Editore, 2018, ISBN 978-88-6506-084-1.
- Gianluca Cherubini, E anche questo Natale... Interviste a Enrico Vanzina, Christian De Sica, Jerry Calà e a tanti altri personaggi di uno tra i maggiori cult degli anni '80, introduzione di Aurelio De Laurentiis e con la collaborazione di Enrico Vanzina, Christian De Sica e Jerry Calà, Roma, Bibliotheka Edizioni, 2020, ISBN 978-88-6934-693-4.
- Jerry Calà e Gino Capone, La lavadora, Roma, Bibliotheka Edizioni, 2021, ISBN 978-88-6934-730-6.

## Riconoscimenti

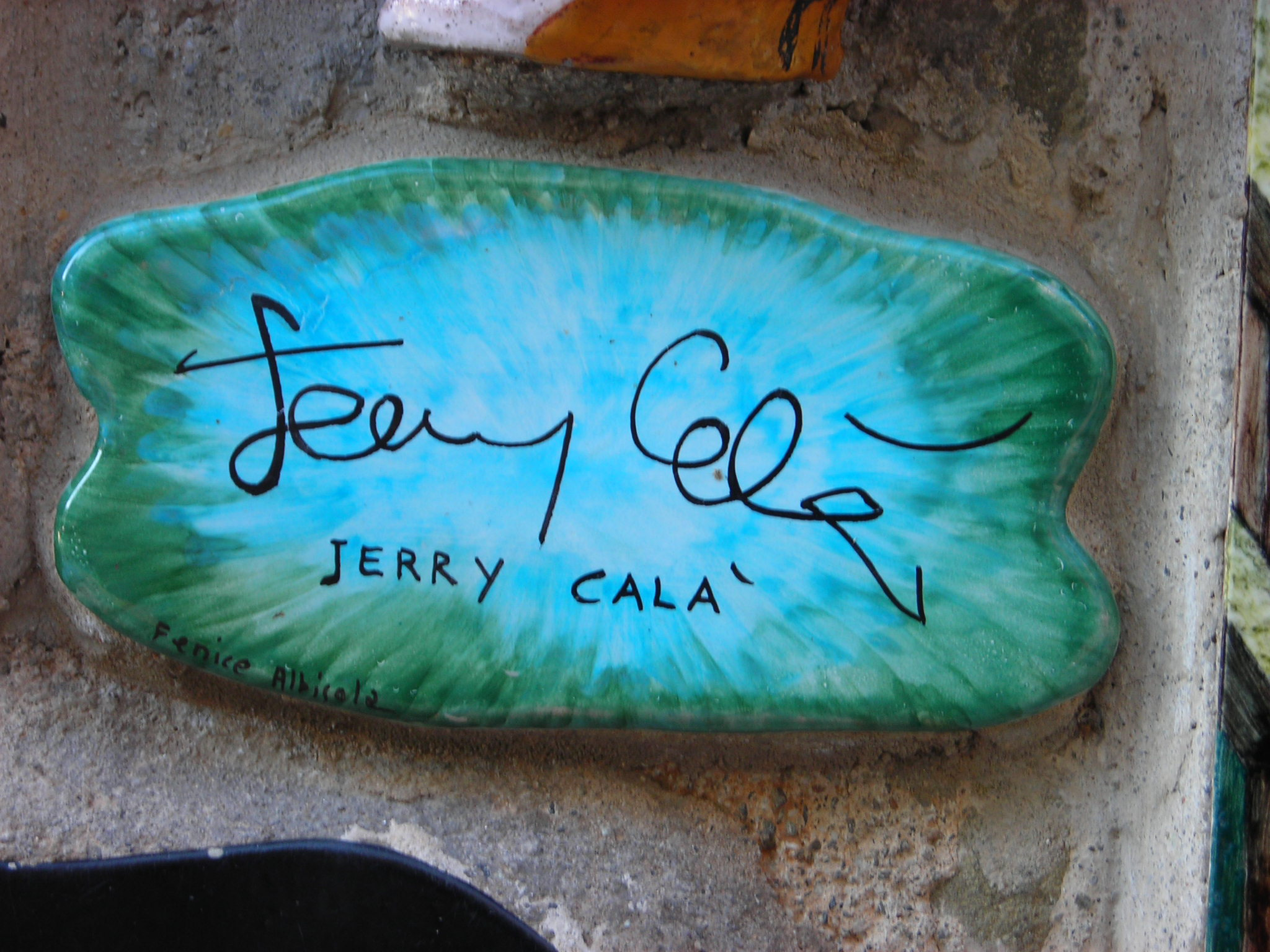
La piastrella del Muretto di Alassio autografata da Calà

- Gran Premio Internazionale dello Spettacolo
  - 1987 – Telegatto

- Festival internazionale del cinema di Berlino
  - 1993 – Migliore attore per il gotha della critica italiana per Diario di un vizio

- Megashow
  - 2007 – Premio delle forze dell'ordine per il Vita Smeralda Tour

- Monte-Carlo Film Festival de la Comédie
  - 2008 – Platinum award per Torno a vivere da solo

- Catania Film Fest
  - 2012 – Premio alla carriera

- Wilde VIP European Award - Osservatorio parlamentare europeo e del consiglio d'Europa
  - 2014 – Premio alla carriera cinematografica e alle attività musicali per il tour Non sono bello...piaccio!

- Taormina Film Fest
  - 2016 – Taormina Arte Award, premio Cariddi alla carriera cinematografica e alle attività musicali

- Benevento Cinema e Televisione
  - 2017 – Premio alla carriera

- Ischia Global Film & Music Fest
  - 2019 – Premio alla carriera

- Terni Pop Film Fest
  - 2019 – Premio alla carriera

- SEAT Music Awards
  - 2021 – Premio Diva - Arena di Verona